# Hyporthodus perplexus
Hyporthodus perplexus là một loài cá biển thuộc chi Hyporthodus trong họ Cá mú. Loài này được mô tả lần đầu tiên vào năm 1991.

## Phân bố và môi trường sống
H. perplexus có phạm vi phân bố giới hạn ở Tây Nam Thái Bình Dương. Loài cá này hiện chỉ được biết đến qua một tiêu bản được tìm thấy ở ngoài khơi Cape Moreton, phía đông nam bang Queensland, Úc; được thu thập ở độ sâu khoảng từ 128 đến 137 m. Loài này có thể sống ở vùng nước sâu.

## Mô tả
Mẫu vật duy nhất của H. perplexus có chiều dài đo được là 46,5 cm.
Số gai ở vây lưng: 11; Số tia vây mềm ở vây lưng: 13; Số gai ở vây hậu môn: 3; Số tia vây mềm ở vây hậu môn: 8.